# Al-Farouq Aminu
Al-Farouq Ajiede Aminu (Atlanta, 21 settembre 1990) è un ex cestista nigeriano con cittadinanza statunitense.

## Biografia
È di stirpe regale nigeriana.
Il fratello maggiore, Alade, è anch'egli cestista professionista.

## Carriera
È stato selezionato dai Los Angeles Clippers al primo giro del Draft NBA 2010 (8ª scelta assoluta).
Con la Nigeria ha disputato i Giochi olimpici di Londra 2012, i Campionati mondiali del 2019 e due edizioni dei Campionati africani (2013, 2015).

## Statistiche

### College
| Anno      | Squadra           | PG | PT | MP   | TC%  | 3P%  | TL%  | RP   | AP  | PRP | SP  | PP   |
| --------- | ----------------- | -- | -- | ---- | ---- | ---- | ---- | ---- | --- | --- | --- | ---- |
| 2008-2009 | W.F. Dem. Deacons | 31 | 30 | 29,0 | 51,6 | 17,9 | 67,1 | 8,2  | 1,5 | 1,0 | 1,2 | 12,9 |
| 2009-2010 | W.F. Dem. Deacons | 31 | 30 | 31,3 | 44,7 | 27,3 | 69,8 | 10,7 | 1,3 | 1,4 | 1,4 | 15,8 |
| Carriera  | Carriera          | 62 | 60 | 30,1 | 47,6 | 23,8 | 68,7 | 9,4  | 1,4 | 1,2 | 1,3 | 14,4 |

### NBA

#### Regular season
| Anno      | Squadra             | PG  | PT  | MP   | TC%  | 3P%  | TL%  | RP  | AP  | PRP | SP  | PP   |
| --------- | ------------------- | --- | --- | ---- | ---- | ---- | ---- | --- | --- | --- | --- | ---- |
| 2010-2011 | L.A. Clippers       | 81  | 14  | 17,9 | 39,4 | 31,5 | 77,3 | 3,3 | 0,7 | 0,7 | 0,3 | 5,6  |
| 2011-2012 | N.O. Pelicans       | 66  | 21  | 22,4 | 41,1 | 27,7 | 75,4 | 4,7 | 1,0 | 0,9 | 0,5 | 6,0  |
| 2012-2013 | N.O. Pelicans       | 76  | 71  | 27,2 | 47,5 | 21,1 | 73,7 | 7,7 | 1,4 | 1,2 | 0,7 | 7,3  |
| 2013-2014 | N.O. Pelicans       | 80  | 65  | 25,6 | 47,4 | 27,1 | 66,4 | 6,2 | 1,4 | 1,0 | 0,5 | 7,2  |
| 2014-2015 | Dallas Mavericks    | 74  | 3   | 18,5 | 41,2 | 27,4 | 71,2 | 4,6 | 0,8 | 0,9 | 0,8 | 5,6  |
| 2015-2016 | Portland T. Blazers | 82  | 82  | 28,5 | 41,6 | 36,1 | 73,7 | 6,1 | 1,7 | 0,9 | 0,6 | 10,2 |
| 2016-2017 | Portland T. Blazers | 61  | 25  | 29,1 | 39,2 | 32,9 | 70,6 | 7,4 | 1,6 | 1,0 | 0,7 | 8,7  |
| 2017-2018 | Portland T. Blazers | 69  | 67  | 30,0 | 39,5 | 36,9 | 73,8 | 7,6 | 1,2 | 1,1 | 0,6 | 9,3  |
| 2018-2019 | Portland T. Blazers | 81  | 81  | 28,3 | 43,3 | 34,3 | 86,7 | 7,5 | 1,3 | 0,8 | 0,4 | 9,4  |
| 2019-2020 | Orlando Magic       | 18  | 2   | 21,1 | 29,1 | 25,0 | 65,5 | 4,8 | 1,2 | 1,0 | 0,4 | 4,3  |
| 2020-2021 | Orlando Magic       | 17  | 14  | 21,6 | 40,4 | 22,6 | 82,4 | 5,4 | 1,7 | 1,0 | 0,5 | 5,5  |
| 2020-2021 | Chicago Bulls       | 6   | 0   | 11,2 | 20,0 | 16,7 | 80,0 | 3,2 | 0,3 | 0,3 | 0,0 | 1,5  |
| Carriera  | Carriera            | 711 | 445 | 24,9 | 42,0 | 33,2 | 74,6 | 6,0 | 1,2 | 1,0 | 0,6 | 7,5  |

#### Play-off
| Anno     | Squadra             | PG | PT | MP   | TC%  | 3P%  | TL%  | RP  | AP  | PRP | SP  | PP   |
| -------- | ------------------- | -- | -- | ---- | ---- | ---- | ---- | --- | --- | --- | --- | ---- |
| 2015     | Dallas Mavericks    | 5  | 2  | 30,0 | 54,8 | 63,6 | 78,9 | 7,2 | 1,2 | 2,0 | 1,6 | 11,2 |
| 2016     | Portland T. Blazers | 11 | 11 | 33,8 | 43,8 | 40,0 | 72,4 | 8,6 | 1,8 | 0,7 | 0,9 | 14,6 |
| 2017     | Portland T. Blazers | 4  | 0  | 28,3 | 45,9 | 41,2 | 63,6 | 6,5 | 1,0 | 0,8 | 1,0 | 12,0 |
| 2018     | Portland T. Blazers | 4  | 4  | 32,8 | 51,9 | 43,3 | 0,0  | 9,0 | 1,3 | 1,0 | 0,5 | 17,3 |
| 2019     | Portland T. Blazers | 16 | 16 | 24,9 | 34,9 | 29,4 | 75,0 | 6,3 | 1,3 | 0,6 | 0,6 | 7,4  |
| Carriera | Carriera            | 40 | 33 | 29,1 | 43,4 | 39,1 | 74,2 | 7,3 | 1,4 | 0,9 | 0,9 | 11,3 |

## Palmarès
- McDonald's All-American (2008)